# Novi Chan
Novi Chan (Bulgaars: Нови хан) is een dorp in de Bulgaarse gemeente Elin Pelin, oblast Sofia. De afstand tot Sofia is (hemelsbreed) 24 km. 

## Bevolking
Het dorp telde in december 2019 2.649 inwoners, een stijging vergeleken met de voorafgaande decennia maar een daling vergeleken met het maximum van 2.843 personen in 1975.
|  |

Van de 2511 inwoners reageerden er 2104 op de optionele volkstelling van 2011. Van deze 2104 respondenten identificeerden 2078 personen zichzelf als etnische Bulgaren (98,8%), gevolgd door 16 Roma (0,8%). 10 respondenten (0,5%) gaven geen definieerbare etniciteit op.
| Etniciteit   | Aantal | %     |
| ------------ | ------ | ----- |
| Bulgaren     | 2078   | 98,8% |
| Turken       | ...    | ...   |
| Roma         | 16     | 0,8%  |
| Overig       | 10     | 0,5%  |
| Respondenten | 2104   |       |